# 超時空要塞マクロスII -LOVERS AGAIN-
『超時空要塞マクロスII -LOVERS AGAIN-』（ちょうじくうようさいマクロスツー ラバーズアゲイン）は、1992年に発売されたOVA。全6話。「マクロスシリーズ」としては2作目にあたる。

## 概要

### 作品
本作は『超時空要塞マクロス』誕生10周年記念作品として企画された。初代スタッフからはキャラクターデザインの美樹本晴彦、脚本の富田祐弘、音響監督の本田保則らが参加しているが、原作者のスタジオぬえは関与せず、AICが中心となって制作された。
物語は前作から80年後、異星種族マルドゥークの侵略により再び存亡の危機が訪れた地球圏を舞台にして、マルドゥークの歌巫女イシュタルが地球の文化の素晴らしさを知り、戦争を終結へと導いていく姿を描いている。構成としては「可変戦闘機」「恋愛ドラマ」「歌」など前作のフォーマットを踏襲しつつ、主人公が民間人でヒロインが軍人、歌を戦意高揚の兵器として用いるなど、ひと捻りした演出が盛り込まれている。また、地球へ強行着陸したゼントラーディ戦艦の残骸のなかに作られた都市など、リアリティよりインパクトを重視した映像も盛り込まれている。
初代スタッフの板野一郎は「『マクロスII』というのがなかったら、僕は『MACROSS PLUS』はやらなかったと思いますよ。『マクロスII』が、僕達の思ってた『マクロス』と繋がっていなかったもので」と述べている。ただし、セールスは満足な結果を残しており、メカニックデザイン監修の大畑晃一によれば「予想を上回るビデオの売上げにスポンサーの方からは『マクロスIII』の話さえ出た」という。初代スタッフの河森正治が「『マクロス』の続編は作らない」と発言していたため、本作が制作されなければ「マクロスシリーズ」が途絶えていた可能性もあることから、本作はそのターニングポイントとなっている。また、三角関係などの三大要素が明確になったことや、初代とは異なる世界を描くことができることを示した記念碑的な作品という見方もある。

### デザイン・作画
キャラクターデザインを担当した美樹本晴彦は、前作のイメージを壊さない範囲で新しいムードを加えたいと考え、全体的に少しシャープなデザインを意識したうえで当初は作画には関与せず、アニメーターに負担をかけないよう瞳を複雑にしないなどの配慮を行ったが、キャラクター表のできあがりの遅れをカバーするため、一部の作画を手伝うことになった。統合軍の下士官のデザインについては各話の作監に一任され、美樹本は関与していない。マルドゥーク軍については最後までデザインの方向性が見出せず、監督の提案でドイツ軍をモチーフに、それを美樹本が南方系部族のペイントを施すことで造形された。
制作当初、メカニックデザインは藤田一己が担当していたが、主役メカのVF-2SS バルキリーIIなどの初期デザインのみで降板し、大畑晃一らが引き継いだため、藤田はノンクレジットとなっている。
作画面では、オープニングアニメーションや「Episode 5」を担当した大張正己の派手なメカアクションが見どころとなった。大張の起用は本作発表前に放送が始まったテレビアニメ『宇宙の騎士テッカマンブレード』のオープニングアニメーションを見たスタッフによるものであり、その関係から「Episode 5」には同作の登場人物がモブキャラクターとしてカメオ出演している。オープニングのラストカットは、『超時空要塞マクロス』のオープニング（平野俊弘作画）へのオマージュである。大張はオープニングの打ち合わせの際に美樹本と初対面したが、「大張君なら、任せて大丈夫」と言われ、「俺の絵の何処を、どう評価して暮れているのだろう？」と恐縮し、結局、理由を聞けなかったと述懐している。美樹本は、大張や荒木英樹が自身の手癖をよく研究したうえで作画したことを「嬉しい誤算でした」と評価し、特に大張が手掛けたオープニングアニメーションを「個人的に好きでしたね」「オリジナルキャラクターよりも凛々しくて、逆に勉強になりました」と絶賛している。

### 音楽
音楽担当は作曲家の鷺巣詩郎。『超時空要塞マクロス』では飯島真理が演じるリン・ミンメイの歌が人気を博したが、本作ではオープニング/エンディングテーマに金子美香、歌巫女のイシュタルの歌に笠原弘子、アイドル歌手のウェンディー・ライダーの歌に佐藤幸世、軍の作戦「オペレーション・ミンメイ」を担う歌手の歌に佐藤有香（現：YUKA）といったボーカルを起用した。『マクロス7』では、ウェンディーが唄う劇中歌「バルキリーで誘って」がアイドルグループ「ジャミングバーズ」の持ち歌として使用されているほか、本作のBGMや挿入歌が「劇中曲」として流用されている。
本作以降の「マクロスシリーズ」の音楽をプロデュースする佐々木史朗（現：フライングドッグ代表取締役社長）は、後年のインタビューで思い出に残る作品のひとつに本作を挙げ、「『マクロス』シリーズの中ではマイナーな存在なんですが、実はいい曲いっぱいあるんですよ」「僕は音楽的に『II』で作ったものがいまだに好きで、ある程度やりたいことができたと思っているんです」と述べている。
2018年に発売された鷺巣詩郎の40周年記念アルバム『アニソン録 プラス。』では、笠原（イシュタル）が歌うエンディングテーマ「約束」を、『マクロスF』（2008年）でシェリル・ノームの歌を担当したMay'nがカヴァーした。

### 世界設定
前作である『超時空要塞マクロス』『超時空要塞マクロス 愛・おぼえていますか』の約80年後の西暦2090年代における太陽系という設定で、「マクロスシリーズ」としては第2弾ながら、シリーズで最も未来の出来事が描かれている。タイトルとなっているSDF-1 マクロスは登場するが、前作の登場人物は登場しない。前作の直接的な続編ではなく、世界設定を引き継いだ新たな物語となっている。監督の八谷賢一は制作開始前のインタビューで、「いわゆる続編という前作と密接な関係を持った作品は、前作のオリジナルスタッフが作るべきものだという認識があります」「意識の持ち方として、続編を作るのではなく、いわば外伝的なものを作ろうというのは最初からありました。マクロスの世界設定の一部を土台として、その上にまったく新しい話を展開するということです」と語っている。
『B-CLUB』79号（1992年）では、前作から80年間のおもな出来事とバルキリーの開発系統が掲載された。本作と近い時期には『超時空要塞マクロスII』、『超時空要塞マクロス2036』、『超時空要塞マクロス 永遠のラヴソング』と、本作とリンクする要素を含むゲーム作品も相次いで発売された。
しかし、スタジオぬえが復帰して制作された『マクロスプラス』『マクロス7』の設定は『II』版とは一致せず、年表も『7』時点の2046年で終わっていた。このため、『II』はパラレルワールドと位置付けて紹介される例が出てきた。2008年に放送されたラジオ番組『RADIO MACROSS』第5回放送では、「『II』はアナザーストーリーとして楽しむとよい」と紹介された。
2008年の『マクロスF』放送後には、『II』を『F』の未来の出来事として統合した年表が複数の媒体で発表されるようになる。2012年放送の『マクロス超時空ゼミナール!!』でも、『F』の未来の出来事として紹介されている。「マクロスシリーズ」のクロスオーバー系ゲームに『II』のキャラクターや機体が登場したり、音楽イベントで『II』の歌が歌われたりする機会もある。
2014年にBD-BOXとして発売する際、バンダイビジュアルの公式サイトでは「なぜ『マクロスII』は「黒歴史」と呼ばれたのか？」と題したコーナーを設け、それに対する補足をアピールと交えたうえで掲載している。

## ストーリー
地球人とゼントラーディ軍ボドル基幹艦隊との決戦後、和解した地球人とゼントラーディ人は共存の道を歩み始めた。それからも地球は幾度となく異星人の脅威にさらされたが、そのたびに可変戦闘機と歌の力で切り抜けてきた。そして、80年の月日が流れた。
2090年代。太陽系の木星軌道上へ、異星人とおぼしき未確認艦隊がデフォールドする。地球統合軍は敵をはぐれゼントラーディ艦隊と認識し、歌によるカルチャーショックを与えるべく「オペレーション・ミンメイ（ミンメイディフェンス）」で迎え撃つ。それは序盤こそ効果を発揮するが、途中から敵艦隊も歌を発したことによって形勢は逆転していく。まもなく、激しさを増した敵の攻撃によってミンメイディフェンスを崩された統合軍は敗北する。
その戦場を取材中だったテレビレポーターの神崎ヒビキは、統合軍の攻撃によって轟沈寸前だった敵艦内から歌巫女のイシュタルを救出し、地球へ連れて帰る。また、ヒビキは戦場の記録映像も持ち帰るが検閲に遭い、統合軍が勝利したかのように報道される。その後、イシュタルは地球の郊外にそびえ立つマクロスのことを伝説に残る「アルスの船」ではないかと考え、ヒビキは敵艦に捕らわれた際に新たな敵の「マルドゥーク軍」が戦いの歌によってゼントラーディ兵を服従させてきたことを知る。敵艦から逃れたヒビキが統合軍のパイロット、シルビー・ジーナとともに奔走する一方、地球の文化に触れたイシュタルは戦いを止めるべく、戦場へ愛の歌を捧げる。

## 登場人物

### 主要キャラクター
神崎 ヒビキ（かんざき ヒビキ）
声 - 高山勉
本作の主人公。テレビ局「SNN（スクランブル・ニュース・ネットワーク）」所属の芸能レポーター。17歳。功名心からスキャンダルばかり狙っていたが、対マルドゥーク戦の取材に関わることになる。イシュタルやシルビーとの出会い、真実を隠蔽する地球統合軍への反発から、報道者としての使命に目覚める。バルキリーの操縦ライセンスを持っており、非武装のSNNバルキリーに乗る。
シブがき隊の布川敏和がイメージモデルであり、普通の男の子だが、少し鼻っ柱が強く、やや反抗的な雰囲気を意識したデザインがなされた。
イシュタル
声 - 笠原弘子
マルドゥーク軍の「歌巫女（イミュレーター）」のひとり。歌でゼントラーディ兵を戦闘に駆り立てる役を務めていたが、ヒビキにより地球に導かれ、初体験の「文化」に衝撃を受ける。やがて歌の素晴らしさを知り、平和の使者として立ち上がる。ヒビキに対して心惹かれるが、ヒビキといがみ合っていたシルビーがそれを乗り越えて愛を告白するのを目撃したことで、争いも乗り越える愛の強さを自覚する。ヒビキからもらったピアス型の翻訳機で地球の言葉を解する。
元アイドルの増田未亜がイメージモデルで、普通の女の子だが普段は無表情で無防備なところがあることを念頭にデザインされた。また、担当デザイナーの美樹本晴彦の趣味で、歌手で女優の高橋由美子の丸顔要素と、元歌手で女優の杉本彩の歌唱衣装が部分的に採用されている。
シルビー・ジーナ
声 - 冬馬由美
白地に赤いラインのバルキリーIIに搭乗し、バルキリー隊「フェアリー・リーダー」を率いる統合軍のエースパイロット。階級は中尉。年齢は17歳。金髪にそばかすが特徴の勝気な女性で、メルトランディの祖母の血を引いているためかバルキリーの操縦は天才的技量を持つ。だがその反面、日常的な少女らしさも秘めている。エクセグランとの密会現場をスクープされて以来、ヒビキと反目するが、戦いを通じて心を通わせあう。
歌手で女優の田中美奈子がイメージモデルで、勝ち気でボーイッシュな感じから異性との交流でフェミニンな衣装に変化する設定があったが、担当のデザイナーの美樹本晴彦は「勝ち気」な部分が抽象的だとして、幼少期のコンプレックスからフェミニンさを嫌っているという設定を独自に作り、目立たないピアスなどで内面のおしゃれ志向を意識させるデザインを行った。美樹本は「表情的にはイシュタルより面白いキャラクターだと思う」とコメントしている。

### 地球統合軍
ネックス・ギルバート
声 - 島田敏
シルビーの同僚で、太陽系バルキリー操縦選手権の総合優勝者。統合軍大尉。ナルシストだが、シルビーには普通の好意を寄せる。搭乗機は白地に青いラインのバルキリーII、大気圏内用のイカロス、最新鋭機メタルサイレーン。
エイミー・ロック
声 - 國府田マリ子
「フェアリー・リーダー」隊員で、階級は少尉。性格は子供っぽい。ショートヘアに右頬のピンクのハートマークがトレードマークで、ヘルメットの色はピンク。
九條 沙織（くじょうさおり）
声 - 原亜弥
「フェアリー・リーダー」隊員で、階級は少尉。普段は大人しい。赤いロングヘアで、ヘルメットの色は緑。
ナスターシャ・トート
声 - 引田有美
「フェアリー・リーダー」隊員で、階級は少尉。性格はしっかり者。ヘルメットの色は紫。
エクセグラン・ジリ
声 - 坂口芳貞
地球統合軍総司令。統合軍内の腐敗を憂う高潔な軍人で、シルビーのよき理解者。
バルゼー
声 - 渡部猛
旗艦グロリアの艦長。第12艦隊を率いてマクロスキャノンでマルドゥーク軍を迎撃し、地球への侵攻を阻止しようと奮闘するが、特攻で艦もろとも戦死する。

### マルドゥーク軍
フェフ
声 - 古谷徹
マルドゥークの勇猛な司令官。戦闘では真紅のギガメッシュに搭乗する。イシュタルに任務以上の思いを抱き、地球から奪還せんと奮闘する。奪還後、イシュタルが文化の素晴らしさを知ったことで処分されそうになるところを助け、自由にさせる。地球での総力戦にてイシュタルによる説得に対し、マルドゥークそのものが自滅しかねないほどに制裁を加え戦いを強要するイングスの独裁的な行動に、自己防衛というかたちで周囲の艦隊とともに反旗を翻す。
エリンシェ
声 - 麻志奈純子
イミュレーターのリーダー的存在。前衛艦隊旗艦サーライドに乗艦。地球に惹かれるイシュタルを説得できず、イングスの制裁により消滅させられる。
イングス
声 - 置鮎龍太郎
マスター・イングスと呼ばれ、マルドゥークを恐怖によって支配する冷酷な独裁者。全艦隊を指揮して宇宙を渡り、征服のためには手段を選ばない。他文明による汚染を恐れており、マルドゥークの民にさえ、それに染まろうとする者にはどのような状況であろうと制裁をもって従わせようとする。
最後まで背景が不明だったため、作画監督との打ち合わせの結果、はったりを利かせることになり、人間ではなく、生命体の内臓が寄り添って人型を形成し、マスクと外装の鎧によって人間に見えるイメージでデザインされた。担当した美樹本晴彦は、大張正己など現場の作監たちの手で何とか形になったキャラクターであると述べている。
ヴォルフ
声 - 飯塚昭三
マルドゥークの前衛艦隊司令官。旗艦サーライドが異民族の歌に汚染されたと判断したイングスにより、乗艦もろとも消滅させられる。
メセナ
声 - 千葉一伸
イングスの副官的な存在。
イメージモデルは映画「スター・ウォーズ」シリーズに登場するジャワ族で、せわしなく動き回る設定のもとデザインされた。

### 民間人
ウェンディー・ライダー
声 - 佐藤幸世
地球文化を象徴するアイドル歌手。統合軍のプロパガンダ活動の一翼を担い、月面フェスティバルで「バルキリーで誘って」と「今は友達」を歌う。
デニス・ローン
声 - 大友龍三郎
かつて名を馳せた戦場カメラマン。戦場の生々しさを知らなかったヒビキに報道のありかたを教えるが、イシュタル救出の際、爆発に巻き込まれて命を落とす。
マッシュ
声 - 草尾毅
ヒビキの友人で、エステティックサロンのオーナー。バイセクシャルで、面倒見がよく信頼されている。
歌手で俳優・コメンテーターの美輪明宏がイメージモデルで、当初はもっと毒気の強いキャラクターだったが、登場場面が少なく、デザイン担当の美樹本晴彦が上手く描けなかったこともあって、監督との打ち合わせで、よりフェミニンなデザインに変更された。美樹本自身は「好きなキャラクターです」と明言し、「もっとエピソードに絡んで暮れたらなァと思いました」と語っている。
松井
声 - キートン山田
SNNのディレクター。口髭にサングラスがトレードマーク。陽気な性格で、ヒビキとも仲が良い。
田代まさしがイメージモデルで、監督とキャラクターデザイナーの見解が一致し、すんなりデザインできたという。
プロデューサー
声 - 有本欽隆
SNNで番組制作を統括するプロデューサー。大柄で眼鏡をかけている。ヒビキや松井の上司にあたる。OVA版ではプロデューサーという役職しか出ないが、小説版ではビッグモローという名前が出る。
デザインが難航したキャラクターであり、貫禄のある雰囲気を避けて、英国紳士風で洒落っ気のある知的な業界人と言う設定をもとにデザインがなされたが、本編ではむしろ重厚感を醸し出す人物となり、キャラクターデザインを担当した美樹本晴彦は「ミスマッチだったかも知れません」と述べている。

## 登場メカ

### 地球側機動兵器
VF-2SS バルキリーII
往年の名機、VF-1 バルキリーの発展形である統合軍の主力可変戦闘機。VF-XXを元に2072年に登場したVF-2の改良モデルとして、2081年より部隊配備された。VF-1と同様に巨人族との格闘戦を想定していることもあり、機体は二周りほど大きい。宇宙空間専用機で、通常装備として対艦攻撃用レールガン1門を搭載したスーパーアームドパック (SAP) を装着するほか、支援用の自動攻撃兵器スクワイアーも装備する。
VF-2JA イカロス
大気圏内専用に開発された可変戦闘機。CCV技術導入により、空中機動の特化が図られている。バルキリーIIとは開発元が違うために変形システムが異なり、機体も一回り大きい。色はスカイブルー。
VA-1SS メタルサイレーン
ロールアウトされたばかりの最新鋭可変戦闘機。月面フェスティバルで赤いレプリカ機(プラズマスピア非搭載、タンデム)がデモ飛行を行ったあと、マルドゥークとの決戦でネックス機が実戦投入される。バルキリーIIやイカロス以上の優れた火力と推力を持つほか、バトロイドでの格闘能力もより強化されており、ファイター時の機首部を分離させ手持ちの近接武装プラズマスピアとして使用する。更にバトロイド経由での第4の形態として、高速近接戦闘ならびに強攻突破用のガンドロイドモードを持つ。この形態では頭部を背部から展開されるヘッドカバーを装着し保護、脚部を少し変形させスラスターを展開。背部の2つのビーム砲が使用可能になる。劇中では光をまとった突進を繰り出し、危機が迫る艦へと急行する。
VF-XX ゼントラーディアン・バルキリー
2060年代に開発された可変戦闘機で、VF-2の前身となったベース機でもある。ゼントラーディ系バトルスーツの関節や動力伝達系技術を導入したバルキリーであり、VF-2等と比べて屈強かつ曲線の多い外観を持つ異形のフォルムとなっている。「Episode 5」で1カットのみ登場する。
VC-079 SNNバルキリー
2079年にタチカホフ社が発売した民間用の複座型可変機。報道機としても利用されており、大気圏脱出用ブースターを装着すれば宇宙空間への急行も可能である（SNNテレビ社有機は本社ビル内のカタパルトから発進する）。両翼には大型カメラが搭載されている。非戦闘用のため、変形はファイターとガウォーク形態の2形態のみだが、高い機動性を有する。
ガウォーク・ロイド
低空での運用やガウォーク形態での運用を前提に、変形機構を廃したバルキリーの亜種。デストロイドとガウォークの中間的な存在として設計された低コスト機。「Episode 5」で1カットのみ登場する。
次世代型デストロイド
トマホーク Mk.II、ディフェンダー EX、ファランクス（改）、ジャイアント・モンスターなど。

### 地球統合軍艦艇
グロリア
バルゼー率いる統合宇宙軍第12艦隊の旗艦。
ヘラクレス
統合宇宙軍艦隊の旗艦。火星軌道上で行われたマルドゥーク軍との緒戦に投入される。
統合軍標準戦艦
2090年代の統合軍の主力戦艦。色はグレー。統合軍とゼントラーディの技術を融合させて建造された。
マクロスキャノン
ゼントラーディ軍の4000m級中型艦隊指揮用戦艦ノプティ・バガニス級を4隻接続した、統合軍の超大型決戦兵器。マクロスの砲撃戦艦としてのコンセプトを拡大発展させた重砲艦であり、砲撃の際には砲艦形態から砲撃形態へトランスフォーメーション（変形）する。 艦隊旗艦としての運用は最初から度外視され、純粋な砲雷撃戦専用として設計された一砲艦であり、内部に居住区画を持たない。マクロスの主砲があった両肩部分とドッキングポートのあった両腕部に、主砲として合計4隻のノプティ・バガニス級（劇場版仕様）がドッキングされている。5隻のエネルギーを合わせて放たれる主砲の威力は絶大だが、その巨体ゆえに運動性やダメージコントロール・近接防衛は劣悪である。
同型艦が6隻就役しており、マルドゥークとの最初の会戦で4隻が投入される。主砲の威力は絶大で、4隻たった1回の砲撃でマルドゥーク軍前衛艦隊3千を半壊に追いこむほどだが、直後に天頂方向からフォールドアウトしてきた第二陣の急襲には鈍重さゆえに対応できず、すべて轟沈する。最終決戦時には調整不足で初戦に参加できなかった2隻が投入され、マルドゥークの旗艦である機動要塞へ主砲斉射を行うが、これは通用せずに終わる。
SDF-1 マクロス
マクロス・シティ郊外のカルチャーパーク内で強攻型のままモニュメントとして保存されていた、第一次星間大戦時の戦艦。ブービートラップはいまだ健在で、ときどき主砲が自動的に発射されている。その際には、周辺住民に「マクロス警報」が発せられる。主砲は艦首部のみでなく、両腕部のアームドや両脚の増設ユニットからも発射可能になっている。ヒビキ、イシュタル、シルビーの三人によるマルドゥークへの抵抗と説得の場として使用されるが、マルドゥーク母艦の攻撃によって消滅し、分離脱出したメインブリッジも着陸の際に大破する。
イシュタルは最初、マクロスのことをマルドゥークの伝説に記された「アルスの舟」と呼ぶ。実際に対峙したイングスは「アルスの舟ではない」と否定し、VHS全巻購入特典CD『イシュタルからの伝言』に収録されたミニドラマでは、マクロスが実は「アルスの舟」ではなかったことが明かされる。

### マルドゥーク軍機動兵器
ギガメッシュ
マルドゥーク軍の主力バトルスーツ。背部には近接格闘用のウイングカッターを背部に備え、腕部にはミサイルポッドを備える。胸部にコクピットがある。一般兵士用の機体の色は青。
ギガメッシュ（フェフ機）
ギガメッシュのフェフ専用タイプ。色は赤。背部のウイングカッターがより大きくなっており、指は伸縮可能なクローになっている。頭部の形状も異なり、バイザーのようなフェイスカバーを持つ。

ゼントラーディ用ワンマン戦闘ポッド
ゼントラーディ兵用の量産兵器。丸みを持ったボディでビーム砲やミサイルを備える。リガードの発展型で機動性を追及したタイプと見られている。
ゼントラーディ指揮官用戦闘ポッド
ゼントラーディ指揮官兵士用の戦闘ポッド。色は紫で、形状は鋭角的になっており、性能も強化されている。レーザー砲とミサイルポッドを装備している。
ゼントラーディ用パワードスーツ
ヌージャデル・ガーの系列機と見られるパワードスーツ。緑色のボディで胸部にインパクト・キャノンを、背部にはプラズマキャノンを備える。
メルトランディ用パワードスーツ
マルドゥーク軍に従えられたメルトランディが使用しているパワードスーツ。背部のミサイルコンテナにクァドラン・ローとの共通点が見られる。色は紫。ビームランサーを携行する。
マルドゥーク軍可変戦闘メカ
マルドゥーク軍のゼントラーディ兵が使用しているクリーム色の可変メカで、戦闘機形態から人型形態に変形可能。配備数は少ない。右腕部にはビームキャノンとビームグレネードを、脚部付け根にはミサイルポッドを備える。

### マルドゥーク軍艦艇
サーライド
マルドゥーク軍前衛艦隊の旗艦。4000m級のサイズ。艦内に「アルス・ノヴァの聖域」と呼ばれる施設が存在する。艦首部は2つに分かれ、主砲を発射できる。
大型戦艦
マルドゥーク軍の大型戦艦。2500m級のサイズ。
中型戦艦
マルドゥーク軍の戦艦。2000m級のサイズ。
斥候艦
500mクラスの小型艦。フェフの乗艦はパープルで、ほかの艦とは色が異なる。
グラーベ
艦艇に7門のビーム砲塔を備える小型艦。マルドゥーク母艦に搭載されており、イングスに従わない者(艦)を砲撃により制裁を与える。
マルドゥーク母艦
マルドゥークの独裁者マスター･イングスの座乗する機動要塞。全高約150kmもの巨体を有する。前面には巨大な赤い目のようなエネルギー照射装置を備え、その威力はマクロスをほぼ一瞬で蒸発させる。防御も非常に堅固であり、マクロスの砲撃はおろか、マクロスキャノン２基の主砲の直撃をもってしても有効なダメージを与えられない。最後は、イングスの暴力的支配に反逆を起こしたマルドゥーク艦隊の集中砲火を浴びて轟沈する。

## 用語
マルドゥーク
自らの文明を神聖化する種族。「下等な文化」に汚染されることを嫌い、接触する異文明を容赦なく滅ぼす。ただし、かつて自らへ文化をもたらしたのは地球（アルスの星）からの来訪者であったと伝えられている。戦場では洗脳したゼントラーディやメルトランディの兵士を歌巫女の発する「戦の歌」で操るほか、「滅びの歌」で洗脳した兵士を死ぬまで戦い続けるバーサーカーへと変貌させる。
ミンメイディフェンス
ミンメイアタックを応用した戦略防衛システム。宇宙防衛ライン上の中継衛星（サウンドステーション）から歌やホログラフ映像を大量に流し、文化に免疫を持たない異星人が動揺した隙に迎撃する。

## スタッフ
- 企画 - 大西良昌、村上克司、末吉博彦、瀧井英侍
- プロデュース - 高梨実、草野啓二、井口真一、谷紳一郎、神田浩武、井上博明、栫裕
- 監督 - 八谷賢一
- シリーズ構成 - 富田祐弘
- キャラクターデザイン - 美樹本晴彦
- キャラクターデザイン協力 - 石田敦子
- コスチュームデザイン協力 - 石田敦子、筱雅律
- メカニックデザイン監修 - 大畑晃一
- メカニックデザイン - 藤田一己、阿久津潤一、奥田淳、大畑晃一、福地仁
- メカニックコンセプトデザイン協力 - スタジオぬえ
- コンセプトデザイン - 渡部隆
- オープニングアニメーション絵コンテ、作画監督 - 大張正己
- 美術監督 - 中原英統
- 色彩設定 - 金丸ゆう子、上谷秀夫
- 特殊効果 - 福田貴博、櫻井亮司、桜井亮二、榊原豊彦、干場豊（マリックス）
- 撮影監督 - 小西一廣
- 音響監督 - 本田保則
- 音楽 - 鷺巣詩郎
- 音楽プロデューサー - 佐々木史朗
- 音楽制作 - ビクター音楽産業
- 制作 - AIC、オニロ
- 製作、著作 - 株式会社バンダイ、株式会社ビックウエスト、株式会社ヒーロー・コミュニケーションズ、株式会社毎日放送、株式会社小学館

以下はテレビ放送バージョンで変更された分。
- 企画 - 大西良昌（ビックウエスト）
- プロデューサー - 岡崎千代（テレビせとうち）、田口智幸（ビックウエスト）
- 製作 - テレビせとうち、ビックウエスト

## 使用曲

### オープニングテーマ
2億年前のように静かだね
作詞 - 真名杏樹 / 作曲 - 樫原伸彦 / 編曲 - 井上鑑 / 歌 - 金子美香

### エンディングテーマ
de・ja・vu〜そばにいて
作詞 - 金子美香 / 作曲 - TSUKASA / 編曲 - 井上鑑 / 歌 - 金子美香
約束
作詞 - 松宮恭子 / 作曲・編曲 - 鷺巣詩郎 / 歌 - 笠原弘子

### 挿入歌
恋のバナナムーン
作詞 - 横山武 / 作曲 - 原一博 / 編曲 - 鷺巣詩郎 / 歌 - 佐藤有香
バルキリーで誘って
作詞 - 白峰美津子 / 作曲・編曲 - 鷺巣詩郎 / 歌 - 佐藤幸世
今は友達
作詞 - 谷亜ヒロコ / 作曲 - 間瀬憲治 / 編曲 - 鷺巣詩郎 / 歌 - 佐藤幸世
あなたを感じている -ミア・センテス・レン-
作詞 - 真名杏樹 / 作曲・編曲 - 鷺巣詩郎 / 歌 - 笠原弘子
もういちど Love you
作詞 - 松宮恭子 / 作曲 - 柿原朱美 / 編曲 - 鷺巣詩郎 / 歌 - 笠原弘子
ト・ア・ウィ アラブル・レン -もういちど Love you-
マルドゥーク語訳 - 八谷賢一 / 歌 - イシュタル（笠原弘子）
「もういちど Love you」のマルドゥーク語バージョン。全巻購入者特典CD『イシュタルからの伝言』に収録。

## 各話リスト
| 話数  | サブタイトル              | 脚本     | 絵コンテ              | 演出       | キャラクター作画監督                         | メカ作画監督              | TV初回放送日  |
| ----- | ------------------------- | -------- | --------------------- | ---------- | -------------------------------------------- | ------------------------- | ------------- |
| 第1話 | コンタクト                | 富田祐弘 | 八谷賢一              | 青木武     | 田中正弘、荒木英樹 筱雅律 美樹本晴彦（協力） | 中山岳洋 西井正典（協力） | 1993年7月26日 |
| 第2話 | イシュタル                | 中村学   | つるやまおさむ        | 西山明樹彦 | 滝川和男                                     | 滝川和男                  | 1993年8月2日  |
| 第3話 | フェスティバル            | 有井絵武 | よしもときんじ        | 青木武     | 田中正弘、筱雅律 北島信幸 美樹本晴彦（協力） | 宍戸聡                    | 1993年8月9日  |
| 第4話 | マルドゥーク ディスオーダ | 中村学   | 浦田保則              | 浦田保則   | 荒木英樹                                     | 荒木英樹                  | 1993年8月16日 |
| 第5話 | ステーション・ブレーク    | 有井絵武 | つるやまおさむ 西森章 | 西森章     | 大張正己                                     | 大張正己 反田誠二（補佐） | 1993年8月23日 |
| 第6話 | シング・アロング          | 富田祐弘 | つるやまおさむ        | 八谷賢一   | 宇佐美皓一、田中正弘 寺沢伸介、筱雅律        | 宍戸聡 滝川和男           | 1993年8月30日 |

## パッケージリスト
| 巻数 | VHS/LD発売日   | DVD発売日     | BD発売日      |
| ---- | -------------- | ------------- | ------------- |
| 1    | 1992年5月21日  | 2001年6月25日 | 2014年7月25日 |
| 2    | 1992年6月21日  | 2001年6月25日 | 2014年7月25日 |
| 3    | 1992年8月21日  | 2001年6月25日 | 2014年7月25日 |
| 4    | 1992年9月24日  | 2001年6月25日 | 2014年7月25日 |
| 5    | 1992年10月22日 | 2001年6月25日 | 2014年7月25日 |
| 6    | 1992年11月21日 | 2001年6月25日 | 2014年7月25日 |

DVD版は全6話をDVD2枚の1パッケージに、BD版は全6話をBD2枚の1パッケージにそれぞれ収録。後者はHDネガスキャンにより、デジタルリマスター版となっている。

## テレビ放送
1993年には、7月から8月にかけてテレビ東京系でテレビせとうちを製作局に、オープニングとエンディングのスタッフクレジットを一部変更する（「スタッフ」を参照）など、テレビアニメとして放送するための再編集を施したバージョンが放送された。このバージョンは、数年後に行われたNHK衛星第2テレビジョンやアニマックスでの放送にも用いられたが、2001年に発売されたDVD-BOXには収録されていない。
2012年には、10月15日にEpisode 1が、10月22日にEpisode 6が、『マクロス 超時空ゼミナール!!』で放送された。これは、2008年に放送された『マクロスF』のヒロインであるシェリル・ノームが講師となって「マクロスシリーズ」の過去作品を振り返るという体裁のシリーズ紹介番組であり、他のシリーズ作品は本編の大幅削減やエンディングの全除去が施された状態で放送されたのに対し、本作は（「Episode 2」から「Episode 5」までが未放送であるものの）オープニングテーマ・アイキャッチ・エンディングがほぼ完全なパッケージ状態で放送された。ただし、画質はほかのシリーズ作品より著しく劣り、スタッフクレジットがいっさい変更されておらず、前述のテレビ放送バージョンやDVD-BOXからではなく、ビデオソフトからの放送であったことがうかがえる。

## 関連メディア

### CD

#### シングル
2億年前のように静かだね
金子美香歌唱、カップリング曲「de・ja・vu〜そばにいて」、1992年5月21日ビクター音楽産業より発売。
もういちど Love you
笠原弘子歌唱、カップリング曲「約束」、1992年11月21日ビクター音楽産業より発売。

#### アルバム
超時空要塞マクロスII オリジナルサウンドトラック
ボーカル5曲、BGM14曲収録、1992年7月22日ビクター音楽産業より発売。
超時空要塞マクロスII オリジナルサウンドトラック vol.2
ボーカル5曲、BGM21曲収録、1992年12月16日ビクター音楽産業より発売。

### 書籍
THIS IS ANIMATION special 超時空要塞マクロス II -LOVERS AGAIN-
小学館、1993年12月20日初版発行。

## 関連作品

### 小説
超時空要塞マクロスII -LOVERS AGAIN-
富田祐弘著、小学館スーパークエスト文庫、1992年6月 - 1994年6月発売、全5巻。
度重なる襲撃を受けた地球から脱出した主人公らを乗せた移民船マクロス2がマルドゥークの捕虜となり敵本星を訪れるなど、OVA版とは異なる展開が盛り込まれている。電子書籍として復刊したため2025年現在でも入手可能。

### 漫画
超時空要塞マクロスII -LOVERS AGAIN-
岡崎つぐお画、小学館少年サンデーコミックススペシャル、1993年3月発売、全1巻。

### ゲーム
超時空要塞マクロスII
アーケードゲーム。ゲーメストが開発に協力した、横スクロールシューティングゲーム。発売元はバンプレスト。
マクロスアルティメットフロンティア
2009年に発売された、PSP用3Dアクションシューティングゲーム。開発はアートディンク、発売はバンダイナムコゲームス。初代から『F』まで、「マクロスシリーズ」を総合的に扱っている。『II』はゲスト参戦という扱いで、「コンタクト」「イシュタル」「シング・アロング」の3つのEXTRAミッションが登場する。また、キャラクターはイシュタルのみ登場する。
マクロストライアングルフロンティア
2011年2月4日発売。『アルティメットフロンティア』の続編。前作には登場しなかったSNNバルキリーやシルビーなどといった機体やキャラクターが追加されている。